# 漆雕徒父

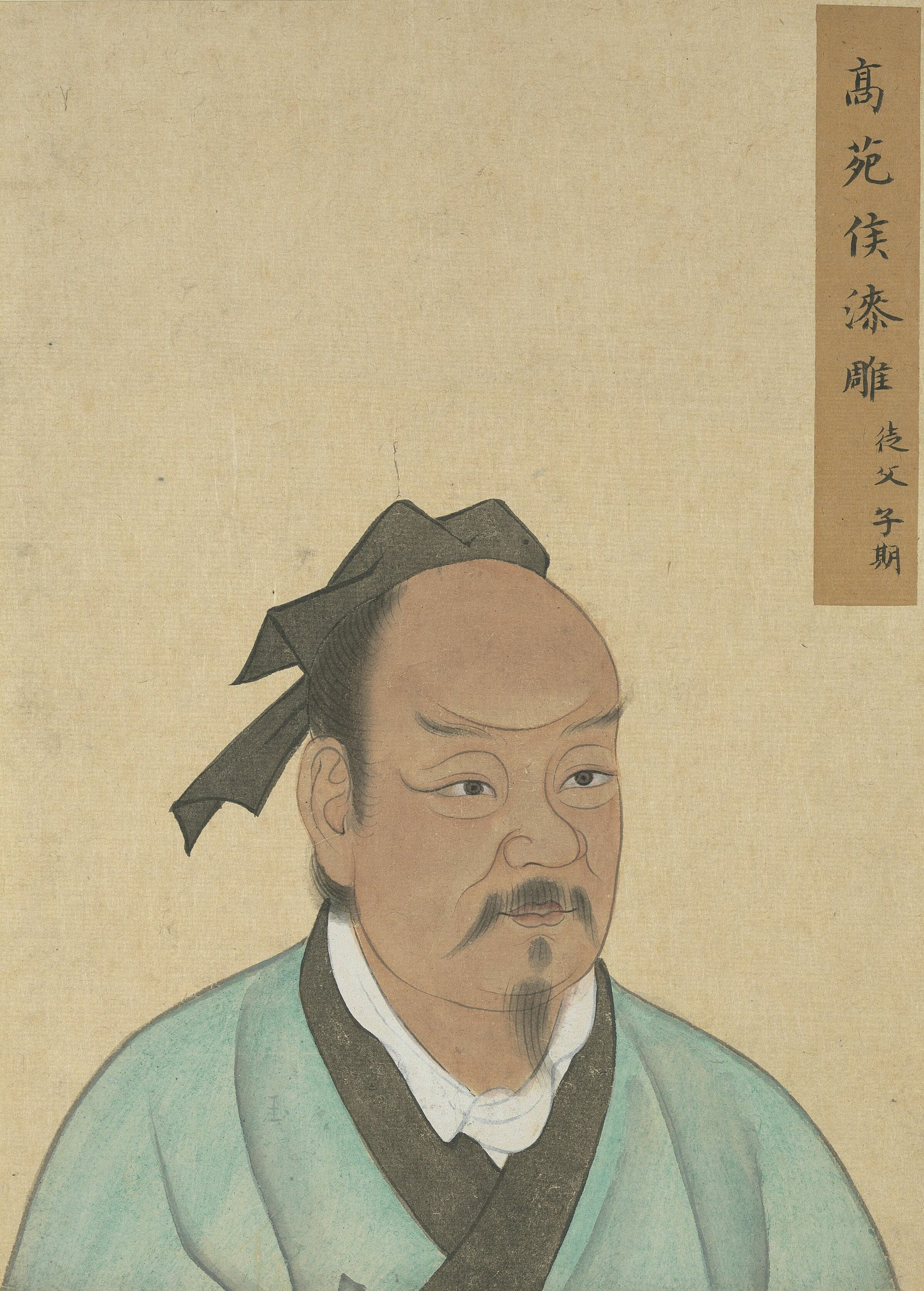
漆雕徒父

漆雕徒父（？—？），《孔子家语》作漆雕从，字子文或固。春秋时期魯國人。孔子弟子。

## 生平
孔子的弟子有三人姓漆雕，分别是漆雕启、漆雕哆、漆雕徒父，漆雕徒父事跡不詳。 

## 歷代追封
- 漢明帝永平十五年（72年）從祀孔廟。
- 唐玄宗開元二十七年（739年）封须句伯。
- 宋真宗大中祥符二年（1009年）封高苑侯。
- 明世宗嘉靖九年（1530年）封先賢漆雕子。